# Abebu Gelan
Abebu Gelan (ur. 18 stycznia 1990 w Showa) – etiopska lekkoatletka, specjalistka od długich dystansów.

## Osiągnięcia
- brązowy medal mistrzostw świata w przełajach (drużyna juniorek, Mombasa 2007)
- złoto mistrzostw świata w półmaratonie (drużynowo, Rio de Janeiro 2008)

## Rekordy życiowe
- bieg na 15 km – 47:53 (2009)
- półmaraton – 1:07:57 (2009) rekord świata juniorek[1]